# Of Montreal
of Montreal ist eine Indie-Popband aus Athens (Georgia). Sie gehört zur zweiten Welle an Bands aus dem Elephant-6-Kollektiv.

## Geschichte
Die Band wurde vom Leadsänger Kevin Barnes gegründet und benannt nach einer gescheiterten Romanze mit einer Frau aus Montreal. Barnes war vor seinem Umzug nach Athens, Georgia, das einzige Mitglied der „Gruppe“. Dort traf er auf Derek Almstead, der später Mitglied von Circulatory System, M Coast, Elf Power, u. a. wurde und Bryan Poole, der auch unter dem Namen The Late B.P. Helium auftritt. Zusammen nahmen sie ihr erstes Album, Cherry Peel, sowie die EP The Bird Who Continues to Eat the Rabbit’s Flower und das zweite Album, The Bedside Drama: A Petite Tragedy auf.
1998, nach dem Produktionsbeginn ihres dritten Albums, The Gay Parade, verließ Poole die Band, um sich auf seine Pflichten bei Elf Power, einer anderen Band aus dem Elephant Six Kollektiv zu konzentrieren. Barnes warb Jamey Huggins und Dottie Alexander an, in der Band verschiedene Instrumente zu spielen und Derek stieg von Schlagzeug auf den Bass um. Kurz darauf stieß auch Andy Gonzales von Marshmallow Coast zur Band.
Die Band veröffentlichte eine Reihe von Singles und ein Re-Release von The Bird Who Continues to Eat the Rabbit’s Flower vor ihrem dritten Album The Gay Parade im Jahre 1999. Nach der Veröffentlichung von The Gay Parade unterschrieb die Band bei Kindercore Records. 2001 folgte dann mit Coquelicot Asleep in the Poppies: A Variety of Whimsical Verse das vierte Album.

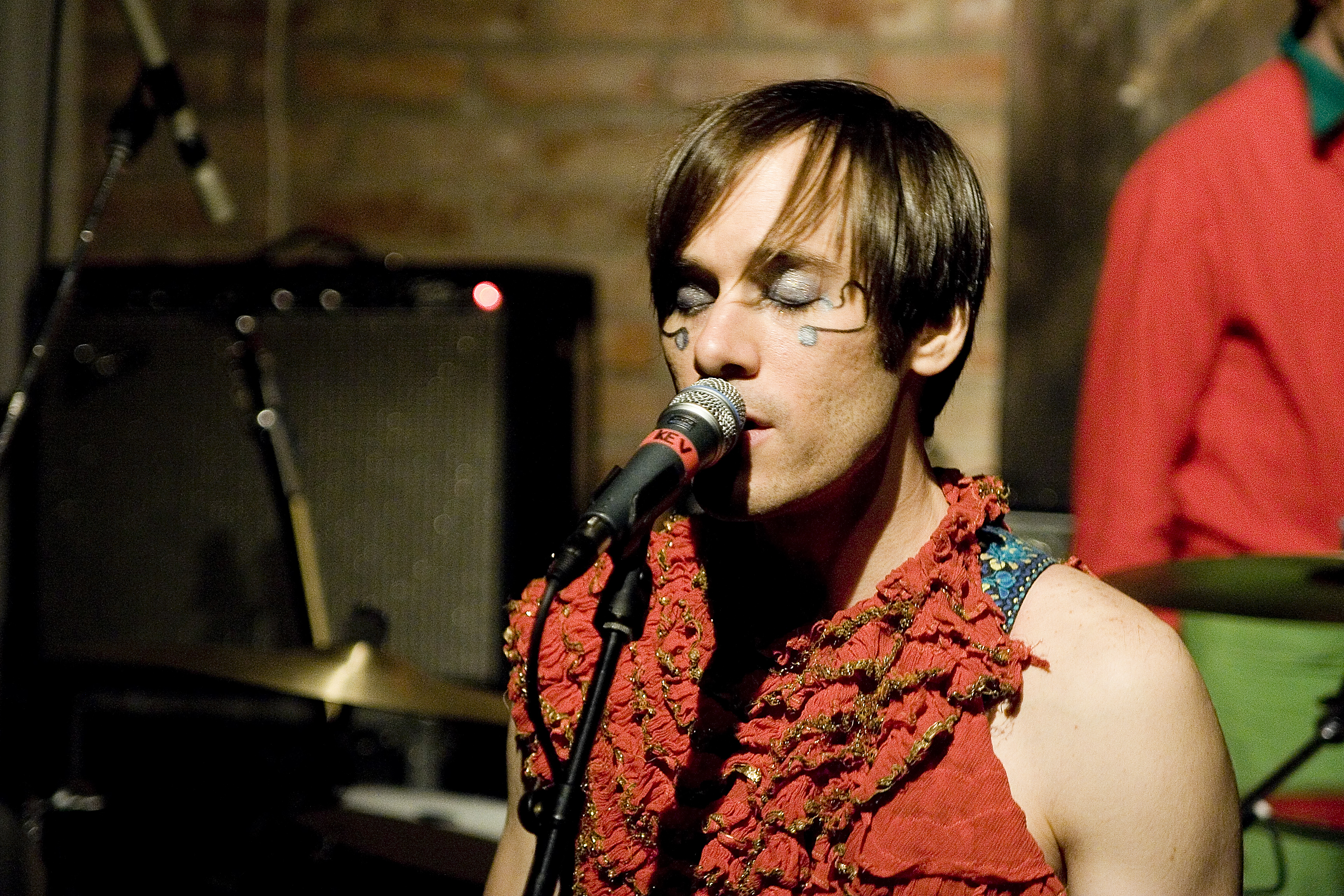
Kevin Barnes in Göteborg, 2005

Das fünfte Album, Aldhils Arboretum im Jahre 2002 war etwas anders als seine Vorgänger und wies strukturiertere Songs auf. Dieses Album stellt einen Wendepunkt in der Musik von of Montreal dar, hin zu tanzbareren Rhythmen. Hieran schloss sich eine erfolgreiche Tour an, inklusive of Montreals erste Auftritt im Vereinigten Königreich.
Kindercore Records ist kurz danach geschlossen worden und die Zukunft von of Montreal war bedroht. Kevin Barnes heiratete und Andy und Derek verließen die Band. Barnes schrieb und spielte das meiste auf ihrem Album Satanic Panic in the Attic alleine ein. 2004 bei Polyvinyl Records erschienen, wurde es bis dahin eines ihrer erfolgreichsten Alben. Für die Tour stieß Bryan Poole wieder zur Band und Kevins Frau Nina spielte Bass.
Dieser Stil blieb bei ihrem 2005er Album The Sunlandic Twins bestehen, welches fast noch mehr eine Solo-Leistung von Barnes war. 2006 erschienen mehrere Sammlungen von Singles.
Barnes nahm den Großteil des 2007er Albums Hissing Fauna, Are You the Destroyer? selbst auf, als er in Norwegen und Athens lebte. Die Hinwendung zu autobiographischen Themen wie Suizid, Depression und Isolation auf dem Album sind ein direktes Produkt seines aufgewühlten Lebens in dieser Zeit. Zu diesem Album erschien auch eine Begleit-EP, Icons, Abstract Thee.

## Stil
Die Band hat einen für viele der Elephant 6-Bands typischen Stil. Sie kombinieren musikalische Experimente mit den Grundzügen der Pop-Musik, wie eingängigen Melodien und mitzusingenden Refrains.
Der Stil variiert zwischen den Alben in weitem Maß. Zu Beginn der Karriere spielte die Band einen einfachen Lo-Fi-Indie-Pop mit Ähnlichkeiten zum Twee-Pop. Mit der Zeit ging die Band zu vollerem Sound über, wie auf den Konzept-Alben The Gay Parade und dessen Nachfolger Coquelicot Asleep in the Poppies: A Variety of Whimsical Verse. Diese Alben beinhalten erzählerische Texte, anders als die eher persönlichen Texte ihrer Vorgänger.
Das Album Satanic Panic in the Attic markierte das Ergebnis eines weiteren grundlegenden Stilwandels. Die Musik wurde nun elektronischer, was sich auch auf den danach folgenden Alben fortsetzte und unter anderem mit der Bezeichnung techno-pop quittiert wurde.
Der Inhalt der Texte wandelte sich in den Jahren merklich. Am Anfang waren die meisten Lieder Erzählungen persönlicher oder witziger Situationen. Dies änderte sich mit The Gay Parade, wo die meisten Lieder kurze Geschichten beinhalteten, die sich um fiktive Charaktere drehten. Aldhil’s Arboretum markierte eine leichte Rückkehr zu vorherigen Texten, jedoch mit auflockernden, klassischen Elementen wie Refrains, die auf den beiden Alben davor fehlten. Dieser Stil blieb bei den folgenden Alben erhalten, während das Album Hissing Fauna: Are You the Destroyer? viel persönlichere Texte verwendet, deren Zeilen die Emotionen des Sängers wiedergeben.
Eine weitere Eigenart der Band ist es, offensichtlich schaurige oder traurige Texte mit fröhlichen Melodien zu verbinden, so dass Lieder wie Old People in the Cemetery, die von Apathie, Einsamkeit und Tod handeln, mit fröhlicher Musik kontrastiert werden.

## Diskografie

### Alben
- Cherry Peel – Bar/None Records – 15. Juli 1997
- The Bedside Drama: A Petite Tragedy – Kindercore Records – 1998
- The Gay Parade – Kindercore Records – 16. Februar 1999
- Coquelicot Asleep in the Poppies: A Variety of Whimsical Verse – Kindercore Records – 23. April 2001
- Aldhils Arboretum – Kindercore Records – 24. September 2002
- Satanic Panic in the Attic – Polyvinyl – 6. April 2004
- The Sunlandic Twins – Polyvinyl – 12. April 2005
- Hissing Fauna, Are You the Destroyer? – Polyvinyl – 23. Januar 2007
- Skeletal Lamping – Polyvinyl – 31. Oktober 2008
- False Priest – Polyvinyl – 14. September 2010
- Paralytic Stalks – Polyvinyl – 7. Februar 2012
- Lousy with Sylvianbriar – Polyvinyl – 8. Oktober 2013
- Innocence Reaches – Polyvinyl – 12. August 2016
- Ur Fun – Polyvinyl – 17. Januar 2020

### Kompilationen
- Horse & Elephant Eatery (No Elephants Allowed): The Singles and Songles Album (CD/LP) – Bar/None Records – 2000
- The Early Four Track Recordings (CD/LP) – Kindercore Records – 2001
- An Introduction to of Montreal (LP) – Earworm Records – 2001
- If He Is Protecting Our Nation, Then Who Will Protect Big Oil, Our Children? (CD) – Track & Field Organisation – 2003
- The Gladiator Nightstick Collection (LP) – Devil in the Woods – 2004
- The Satanic Twins (Limited Edition LP/Digital release) – Polyvinyl – 2006
- Of Montreal Sampler (Free Promo CD) – Polyvinyl – 2006

### EPs
- The Bird Who Ate the Rabbit’s Flower (CD/LP) – Kindercore – 1997
- The Bird Who Continues to Eat the Rabbit’s Flower (CD/LP) – Kindercore – 1998
- Deflated Chime, Foals Slightly Flower Sibylline Responses (CD) – Polyvinyl – 2006
- Icons, Abstract Thee (CD) – Polyvinyl, 2007
- Rune Husk (CD) – Sybaritic Peer, 2017

### Singles
- Nicki Lighthouse (7") – 100 Guitar Mania – 1998
- Happy Happy Birthday to Me Singles Club: November (7") – Happy Happy Birthday to Me Records – 1999
- Archibald of the Balding Sparrows (7") – Kindercore – 2000 (Split with Marshmallow Coast)
- Kindercore Singles Club: September (7") Kindercore – 2001 (Split with Ladybug Transistor)
- Split with the Late B.P. Helium (7") – Jonathan Whiskey – 2001
- Jennifer Louise (7") – Track & Field Organisation – 2003
- I Was a Landscape in Your Dream (7") – Harvest Time Recordings – 2004
- Microuniversity (7") – Park the Van Records – 2006
- Voltaic Crusher / Undrum to Muted Da (7") – Suicide Squeeze Records – 2006
- She’s a Rejecter (7") – Polyvinyl Records – 2006
- I’d Engager (7") – Polyvinyl – 2008